# Portrait de Folco Portinari
Le Portrait de Folco Portinari est une peinture à l'huile sur bois du peintre flamand Hans Memling, datant d'environ 1490. Elle est conservée dans la galerie des Offices de Florence.

## Histoire
La peinture, pendant un temps, fut attribuée à Antonello de Messine. Elle est documentée pour la première fois à la galerie des Offices en 1863, et affectée à l'époque à un artiste flamand anonyme. Plus tard, avec trois autres peintures du musée (Portrait de Benedetto Portinari, Portrait d'homme dans un paysage et L'Homme à la lettre), le tableau a été attribué à Memling en raison de sa haute qualité.
Des quatre œuvres, le portrait de Folco Portinari est considéré comme la plus tardive. L'identification avec Folco Portinari est de toute façon hypothétique.

## Sources
- Galleria degli Uffizi, Rome, Scala, 2003